# Нарсай Нисибийский
Нарсай Нисибийский (сир. ܢܪܣܝ,  Narsai; около 399 года — около 502 года) — сирийский богослов и поэт, возглавлявший Эдесскую и Нисибинскую богословские школы. Нарсай является одним из ключевых восточно-сирийских богословов, на трудах которого была основана богословская система Церкви Востока. Поэтический стиль Нарсая отличался художественностью, за что он получил прозвище «Арфа Духа». Во многом благодаря деятельности Нарсая в Церкви Востока произошла рецепция христологии Феодора Мопсуестийского. Канонизирован в Ассирийской церкви Востока, память совершается в 6-ю пятницу периода Благовещения.

## Биография
Нарсай родился около 399 года в селении Айн-Дулба, близ Маалта в провинции Бет Нухадра Сасанидской империи (на территории нынешней мухафазы Дахук в Ираке). В возрасте 16-ти лет Нарсай осиротел и прибыл в монастырь Кефар в области Бет-Забдай, где настоятелем был его дядя Эммануил. В конце 20-х годов V века, Нарсай преподавал в монастырской школе Кефар, а затем отправился для обучения в Эдессу, где провёл десять лет. В это время под влиянием своего дяди (угрожавшего ему отлучением) вернулся в монастырь, где пользовался большим авторитетом, однако вскоре вновь вернулся в Эдесскую школу.
В этот период в Эдесской школе шли споры относительно христологии Антиохийской богословский школы, которые усилились после осуждения Нестория Эфесским собором в 431 году. Несмотря на то, что епископ Эдессы Раввула после собора занял сторону Кирилла Александрийского, бо́льшая часть преподавателей и учеников Эдесской школы были сторонниками антиохийской христологии. Согласно «Церковной истории» Бар-Хадбшаббы Нарсай второй раз прибыл в монастырь Кефар, а через год вновь вернулся в Эдессу. Часть исследователей (А. Баумштарк, Н. В. Пигулевская, А. Выыбус) считает, что второе возвращение в Кефар может быть следствием ошибки в источнике. Исследователь Игнасио Ортис де Урбина считает, что Нарсай второй раз вернулся из монастыря Кефар в Эдессу не позднее 435 года, а в 437 году был избран руководителем Эдесской школы. Обязанности главы Эдесской богословской школы Нарсай исполнял на протяжении от 20 до 35 лет, хотя подробностей его руководства не сохранилось. По всей видимости, именно в это время Нарсай пишет мемру «На Рождество Господа нашего», направленную против александрийской христологии и монофизитства.
Строго диофизитские взгляды Нарсая привели к тому, что халкидониты Эдессы именовали его «толкователем-еретиком», следовавшем учению Феодора и Нестория. К этому добавились политические обвинения в том, что Нарсай был сторонником Персидской империи (находясь на территории Византийской империи). В обстановке давления и принуждения к отказу от своих убеждений, Нарсай бежал в Нисибин, где митрополитом был крайний диофизит Бар Саума. При этом датировки этого события разнятся от 435 года до 489 года. По инициативе Бар Саумы, Нарсай возглавил Нисибинскую богословскую школу, которая стала крупнейшим центром крайнего диофизитства в Сирии. Вскоре Нарсай покинул Нисибин по причине конфликта с Бар Саумой и его женой. Нарсай в течение пяти лет был настоятелем монастыря Кефар, после чего состоялось их примирение с Бар Саумой, который пригласил его обратно в Нисибин.
Несмотря на догматическое единодушие с Бар Саумой, Нарсай окончательно не принял его сторону во внутренних конфликтах в Церкви Востока и их конфликт возобновился. Последние годы жизни Нарсая пришлись на военный конфликт между Византией и Персидской империей. Так, согласно «Истории» Бар-Хадшаббы во время осады Амиды (502 год), персидский царь Кавад I рассматривал обвинения Нарсая в шпионаже в пользу Византии. Каваду были прочитаны проиранские сочинения Нарсая и царь принял решение о его невиновности. Таким образом, смерть Нарсая можно датировать не ранее 502 года.

## Сочинения
Письменное наследие Нарсая обширно. Сохранились его христологические, экзегетические и литургические труды. Согласно восточносирийским историкам Бар-Хадбшаббе и Авдишо бар Брихе, Нарсай является автором около 300 мемр (гомилий, состоящих из двухстиший) и других произведений. Бар-Хадбшабба упоминает, что Нарсай составил мемры на все дни года. Некоторые гомилии имели полемический характер и были направлены против Иакова Саругского, Евтиха и Кирилла Алексадрийского. Сохранилось 81 мемра и 9 согит, надписанных именем Нарсая. В мемрах Нарсай использовал двенадцатисложный размер, который в сирийской традиции получил название «размер Нарсая».
В 1905 году историком Альфонсом Минганой были опубликованы 47 мемр Нарсая Нисибийского. Также большинство из этих мемр вошли в издание, выпущенное в 1970 году издательством Ассирийской церкви Востока в Сан-Франциско. В 1979 году в серии Patrologia Orientalis Ф. Маклаудом были изданы пять важнейших богословских мемр Нарсая в английском переводе. В данных произведениях отражены основные черты строгой диофизитской христологии на основе учения Феодора Мопсуестийского. Нарсай является автором самого раннего упоминания Нестория в Церкви Востока (проповедь «Трём учителям», посвящённая Диодору Тарсийскому, Феодору Мопсуестийскому и Несторию).

## Учение
Познакомившись с творениями антиохийских богословов, Нарсай стал одним из первых сирийских богословов в Эдесской школе. Наибольшее влияние на богословие Нарсая из «антиохийцев» оказал Феодор Мопсуестийский. В то же время, в произведениях Нарсая отражено богословие более ранних сирийских богословов, особенно Ефрема Сирина. Нарсай являлся крупнейшим богословом, отстаивавшим диофизитскую христологию на сирийском языке. Однако богословие Нарсая не ограничивается христологической проблематикой, но включает в себя и литургику, сакраментологию, эсхатологию,
сотериологию, пневматологию и мариологию.

### Христология
По мнению российского исследователя Н. Н. Селезнёва, Нарсай полностью следовал учению Феодора Мопсуестийского и называл себя его учеником. В своём богословии, Нарсай фактически осуществил рецепцию христологического учения Феодора Мопсуестийского — феодорианства. В христологии Нарсая чётко различаются две конкретные, индивидуализированные природы (trēn kyānē) второй Ипостаси Троицы и Сына Марии, обозначаемые терминами «Слово (Логос)» (melṯā) и «тело» (paḡrā). Природы объединены в едином Лице (parṣōp̄ā) Спасителя. Центром единства во Христе является не Бог Слово, а «Лицо Сына»:

«Один Духовный, а другой — плотский, Сокрытый и видимый. Два по природе: образ раба и [образ] Творца».
В христологии Нарсая (как и в учении Феодора Мопсуестийского) отсутствуют какие-либо указания на исповедание «двух Сынов» или двух ипостасей во Христе. Как отмечает российский исследователь Е. А. Заболотный, отсутствие в учении Нарсая утверждений о двух самобытных ипостасях во Христе, не даёт оснований называть его христологию несторианской в строгом смысле этого слова:

«Ревность глупцов… вынудила меня различать природы. Хотя я различил природы, славное от дольнего, в моём исповедании я не совершил никакого рассечения, ибо одного Сына исповедую я, в единое господство верую, единое владычество признаю, как молюсь равно Слову и Обители, что Он избрал. Я признаю Царя, облекшегося багряницей тела Адамова; молюсь Господу, возвеличившему нашу природу до Своего величия. [Если] я различил одно от другого, то не через разделение ума, но чтобы окаянные не думали, что Сын сотворён, как они вообразили».
Нарсай отрицал «взаимообщение свойств» (лат. communicatio idiomatum), критиковал христологию Кирилла Александрийского, не соглашался с учением о двух рождениях Бога Слова (от Отца в вечности и от Марии во времени), но всё же в его учении нет признания двух субъектов во Христе. В христологии Нарсая субъектом является Лицо Сына. Нарсай писал: «я исповедаю Одного Сына, Но я проповедаю „в двух природах“ Пречестную и славную природу Слова». Различие с халкидонитским диофизитством, с его одновременным приятием Христа «во двух природах» и учением Кирилла Александрийского о «единой природе Бога Слова воплощённой», по мнению С. Брока, проистекает из различных интерпретаций Ин. 1:14 («И Слово стало плотию, и обитало с нами») в антиохийской и александрийской традициях. Для Нарсая невозможно принять идею об умалении бытия Слова, вместо этого можно говорить о вселении Слова в тело, по доброй воле. Настаивая на чётком различении природ, одновременно с этим Нарсай утверждает их нераздельное единство. Понимая опасность различения Сына Божия и Сына Давидова, Нарсай подчёркивает, что исповедует «Двух, Которые стали Одним».

### Сакраментология
Отличительной чертой несторианства было отрицание изменения природы хлеба и вина в Тело и Кровь Иисуса Христа в таинстве евхаристии. Особенностью учения Нарсая о евхаристии является идея об освящении Даров как «исполнение таинства Воскресения Господа», восходящая к идеи Феодора Мопсуестийского. Эта идея заключается в том, что окончательное соединение человечества со Христом произошло после Его Воскресения, поэтому и евхаристическое Тело не может соответствовать распятому Телу Христа, но — только Его новому Телу Воскресения. В 17-й гомилии (авторство Нарсая оспаривается некоторыми исследователями) Нарсай пишет:

«Наш Господь Иисус вознёсся от нас на небо… Он восхотел утешить нас Своими Телом и Кровью до времени Своего пришествия. А поскольку невозможно, чтобы Он дал Своей Церкви Своё Тело и Свою Кровь, Он повелел нам совершать это таинство на хлебе и вине… Тело, которое священник преломляет в церкви, по силе едино с тем Телом, которое сидит во славе одесную [Отца]. И как Бог всего соединён с Начатком нашего рода [Христом], Христос соединён с хлебом и вином, находящимися на престоле».
Хорепископ Ассирийской церкви Востока Майкл Дж. Д. Бёрни в своём исследовании отмечает, что Нарсай настаивал на том, что хлеб стал «именно Телом», а вино
стало «истинно Кровью», хотя их природа по словам Нарсая «неизмеримо далека» от плоти и крови. Опираясь на «диофизитский» язык, Нарсай отмечает, что природа
хлеба и вина не меняются по существу, тем не менее Христос присутствует в «силе и единстве», мистически слившись с хлебом и вином. Следовательно хлеб — это именно Тело нашего Господа, а вино — это Его Кровь.
В произведениях Нарсая также упоминается таинство крещения как образ смерти, воскресения и второго рождения. Нарсай использовал выражение «водная могила» (qaḇrā -dmayyā) и оставил подробное описание крещения: отречение от сатаны, исповедание веры, благословение елея, нанесение знамения Креста на лоб крещаемого во имя Святой Троицы, помазание елеем всего тела, освящение воды, погружение в воду со словами «крещается во имя Отца, и Сына, и Святого Духа».
В 17-й гомилии Нарсая упоминается участие клирика в бракосочетании: «без священника женщина не может выйти замуж, без него свадьба не может состояться».

### Сотериология
Наиболее явное следование учению Феодора Мопсуестийского, Нарсай демонстрирует в вопросах о спасении. Нарсай учит о совершенной иноприродности Божества по отношению к миру, что характерно для антиохийской школы и месопотамского христианства. Бог воспринимает человеческую природу и через это соединение спасение становится возможным. Нарсай, как и Феодор, утверждает абсолютную трансцендентность Божества и отсюда учит о невозможности существенного соединения Бога и человека. Для Нарсая, как и для Феодора приписывание Богу Слово страданий ставит под сомнение Его Божественность и единосущность Отцу. Согласно Нарсаю, Слово не могло стать плотью, а идея о том, что плоть Христа была собственной плотью Логоса уничтожала сотериологическое значение Боговоплощения.

### Мариология
Нарсай считал неприемлемой идею о рождении Девой Марией Сына Божия. В своих произведениях, Нарсай называет субъектом рождения человека Иисуса, в котором обитал Логос. Несмотря на то, что в своих произведениях Нарсай восхваляет девство святой Девы Марии, которую он называет свободной от всякого греха, учение о богоматеринстве Нарсай отрицал.